# Fricativa palatal sonora
A fricativa palatal sonora é um som consonantal da fala humana.  Seu símbolo no alfabeto fonético internacional é o ʝ e o correspondente símbolo X-SAMPA é  j\. Tal som existe em espanhol como na palavra ya ou desayuno, onde o y produz esse som; para produzir esse som precisa-se colocar a ponta da língua nos dentes inferiores e tentar pronunciar o som do j português, ou o som da palavra djim.